# 소망지
소망지(蕭望之, ? ~ 기원전 46년)는 전한 후기의 관료로, 자는 장천(長倩)이며 동해군 난릉현(蘭陵縣) 사람이다. 훗날 두릉(杜陵)으로 이주하였다.

## 생애
집안 대대로 농사를 지었으나, 학문을 좋아하여 《시경》·《논어》 등을 익히니 장안에서도 그 명성을 떨쳤다.
대장군 곽광이 집권하던 시절, 왕중옹(王仲翁)을 비롯한 유생 몇 명과 함께 장사 병길의 천거를 받았다. 소망지는 곽광을 보기 전에 몸수색을 받았고, 또 곁에 다른 사람이 동행하게끔 하자 이를 분하게 여겨 항의하였다. 때문에 곽광은 왕중옹 등을 모두 자신의 속관으로 임용하고, 소망지만 제외하였다. 나중에 소망지는 석책(射策)에서 갑과로 급제하여 낭(郞)이 되고 문지기 일을 하게 됐는데, 그 사이 왕중옹은 승진하여 광록대부급사중이 되어 있었다. 왕중옹은 소망지의 처지를 비웃었으나, 소망지는 아랑곳하지 않았다.
몇 년 후 동생이 지은 죄 때문에 파면되고 군(郡)의 관원으로 지냈다. 그러나 어사대부 위상에게 발탁되어 그의 밑에서 일하였고, 효렴으로 천거되어 대행치예승(大行治禮丞)이 되었다. 소망지의 명성을 익히 알고 있었던 선제는 곧 소망지를 알자(謁者)에 임명하였고, 곧 소망지는 간대부(諫大夫)·승상사직으로 승진하여 한 해만에 이천석에 이르렀다.
곧 선제는 소망지를 평원태수에 임명하였으나, 조정에서 활약하고 싶었던 소망지의 탄원으로 다시 불러들여 소부로 삼았다. 다시 좌풍익에 임명하였는데, 이를 좌천이라고 여긴 소망지는 병을 핑계로 사양하였으나 선제의 설득으로 받아들였다. 소망지는 임기 동안 뛰어난 실적을 쌓았고, 곧 대홍려·어사대부로 차례차례 승진하였다.
소망지는 조정에 있는 동안 정책에 대하여 의견을 개진하여 받아들여졌으나, 승상 병길이 병에 걸렸을 때 태도가 불손하였기 때문에 승상사직 파연수의 탄핵을 받아 태자태부로 좌천되었고, 태자에게 《논어》 등을 가르쳤다. 이때 상평창 설치를 건의한 경수창을 비방하였으나, 선제는 경수창의 손을 들어주었다.
선제는 임종 시에 태자를 보좌할 대신으로 외척 사고와 함께 태자태부 소망지·태자소부 주감을 점찍었고, 이들에게 태자를 맡겼다. 곧 소망지는 전장군 겸 광록훈·영상서사(領尙書事)가 되었다.
선제가 붕어하고, 태자가 즉위하였다(원제). 원제는 소망지를 총애하였고, 소망지는 유갱생·김창(金敞)과 함께 제도 개혁을 꾀하였다. 그러나 중서령(中書令) 홍공·중서복야(中書僕射) 석현 등의 중서 환관들은 이에 반대하였고, 곧 사고를 끌어들여 소망지 등과 대립하였다. 게다가 예전에 소망지가 천거한 정붕(鄭朋)이 환관 측에 붙었고, 환관은 소망지의 죄상을 폭로하여 그가 파면되게끔 하였다.
그러나 몇 달 후 원제는 조서를 내려 소망지를 관내후에 봉하고 급사중(給事中)에 임명하였다. 또 승상에 임명하고자 하였는데, 소망지의 아들 소급이 아버지의 무죄를 주장하였다. 이에 홍공 등은 소급의 상주문을 역이용하여, 소망지가 아들로 하여금 무죄를 탄원하게 하여 잘못을 황제에게 돌리려 한다고 주장하였다. 원제는 소망지를 잡아들일 것을 명하였고, 관원이 소망지의 집에 당도하니 소망지는 제자 주운의 권유로 스스로 독을 마시고 죽었다. 원제는 소망지를 용서하여 소급에게 관내후를 잇게 하였고, 정기적으로 사자를 보내 소망지의 무덤에 제사를 지냈다.

## 출전
- 반고, 《한서》 권19하 백관공경표(百官公卿表) 下 · 권78 소망지전(蕭望之傳)